# Sophie Lazarsfeld
Sofie (Sophie) Lazarsfeld (geborene Munk, 26. Mai 1881 in Troppau; gestorben 24. September 1976 in New York City) war eine österreichische Individualpsychologin.  Sie war Schülerin von Alfred Adler, später selber in der individualpsychologischen Praxis und Ausbildung tätig und veröffentlichte zahlreiche Schriften zu Ehe, Familie, Erziehung und Sexualität. Sophie Lazarsfeld  ist die Mutter des Soziologen Paul Felix Lazarsfeld.

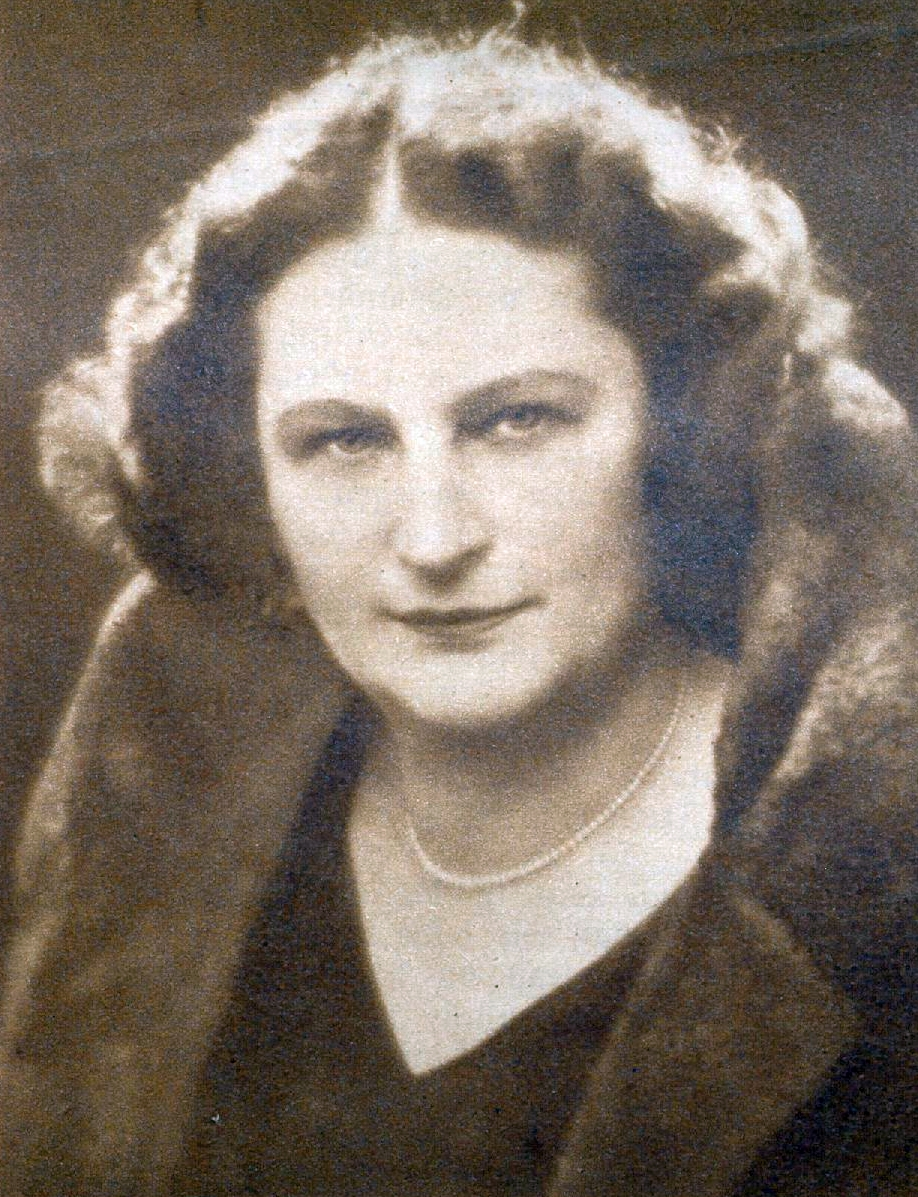
Aufnahme von Georg Fayer (~1930)

## Leben
Sophie Lazarsfeld war ab 1900 mit dem Anwalt Robert Lazarsfeld verheiratet. Ihr Sohn Paul Felix kam im Jahr 1901 zur Welt, im Jahr 1903 die Tochter Elizabeth Henriette. Sie war sozial engagiert und setzte sich vor allem für Frauenfragen ein. In ihrem Salon trafen sich die führenden Intellektuellen der österreichischen Sozialdemokratie.
In den 1920er Jahren lernte sie den Kreis von Alfred Adler kennen und machte dort eine Ausbildung in Individualpsychologie. Sie arbeitete danach als individualpsychologische Erziehungsberaterin und Eheberaterin und hielt Vorträge und Seminare. Sie führte eine private Praxis für Ehe-, Familien- und Sexualberatungen. Ab 1926 publizierte sie die Buchreihe Richtige Lebensführung, in der Erziehungsfragen aus individualpsychologischer Sicht allgemein verständlich dargestellt wurden. Sie engagierte sich im Verein für Individualpsychologie und hielt Vorträge.
1926/27 wurde sie Leiterin einer individualpsychologischen Ehe- und Sexualberatungsstelle. Von 1932 bis 1934 leitete sie Ausbildungs- u. Einführungskurse in Individualpsychologie und hielt Vorträge im In- und Ausland (Berlin, Zürich, Magdeburg, Brünn und Pressburg). 1932 organisierte sie eine individualpsychologische Sommerschule auf dem Semmering. 1934 kam es zu einer Verhaftung als angebliche politische Aktivistin. 1937 gründete sie mit den in Österreich verbliebenen Individualpsychologen den Klub der Freunde der Individualpsychologie. Sie betätigte sich auch als  Referentin der sozialdemokratischen Kunststelle.
1938 war sie wegen des Anschluss Österreichs und der damit verbundenen nationalsozialistischen Verfolgung zur Emigration nach Frankreich gezwungen. In Paris nahm sie mit der Auslandsvertretung der Sozialdemokraten Kontakt auf. 1941 emigrierte sie in die USA. In New York engagierte sie sich in der Individual Psychology Association und war zeitweise deren Vizepräsidentin. Sie führte weiterhin psychologische Beratungen durch, hielt Vorträge und publizierte in Fachzeitschriften.

## Erinnerung
Im Jahr 2011 wurde in Wien-Simmering (11. Bezirk) die Sofie-Lazarsfeld-Straße nach ihr benannt.

## Veröffentlichungen
- Elternbuch. 1927.
- Sexuelle Erziehung. 1931.
- Wie die Frau den Mann erlebt. Fremde Bekenntnisse und eigene Betrachtungen. Verlag für Sexualwissenschaft Schneider & Co, Leipzig 1931
- Die Menschheit im Spiegel der Dichtung. 1950.
- Erotisches Gedächtnis und erotische Träume. Neue Betätigungsziele der Individualpsychologie. In: Internationale Zeitschrift für Individualpsychologie. (im Folgenden: IZI) 3, 1924, S. 31–33.
- Mut zur Unvollkommenheit. In: IZI. 4, 1926, S. 375–381.
- Vom häuslichen Frieden. In: Sophie Lazarsfeld (Hrsg.): Richtige Lebensführung. Wien / Leipzig 1926.
- Familien- oder Gemeinschaftserziehung. In: Erwin Wexberg (Hrsg.): Handbuch der Individualpsychologie. Bd. 1,  München 1926. (Nachdruck: E.J. Bonset, Amsterdam 1966, S. 323–335)
- Kleists Penthesilea. In: IZI. 5, 1927, 450–457.
- Kleist im Lichte der Individualpsychologie. In: Jahrbuch der Kleistgesellschaft. Berlin 1927.
- Das lügenhafte Kind. Dresden 1927.
- Die Ehe von heute und morgen. München 1928.
- Erziehung zur Ehe. Wien 1928.
- Technik der Erziehung. Leipzig 1928.
- Sexuelle Fälle in der Erziehungsberatung. In: IZI. 7, 1929, S. 220–224.
- Über Eheberatung. Beratungstechnik und Selbsterziehung. In: IZI. 8, 1930, S. 160–164.
- Zehn Jahre Wiener Beratungsstellenarbeit. In: Z. Kinderforsch. 39, 1931, S. 68–80.
- Sexual cases of child guidance clinics. In: International Journal of Individual Psychology. (im Folgenden: IJIP) 1/4, 1935, S. 40–46.
- Jarl Skules Weg zu Gott. Ibsens Kronprätendenten. In: IZI. 14, 1936, S. 176–191.
- Dare to be less than perfect. In: IJIP. 2/2, 1936, S. 76–82.
- Did Oedipus have an Oedipus complex? In: K.A. Adler, Danica Deutsch (Hrsg.): Essays in Individual Psychology. New York 1995, S. 118–125.
- Organ inferiority and criminology. In: Individual Psychology Bulletin. (im Folgenden: IPB) 4, 1944–45, S. 88–90.
- The use of fiction in psychotherapy. In: Amer. J. Psychother. 3, 1949, S. 26–33.
- Le rhythme de l’amour. Paris 1950.
- Le coin de rire. In: Individual Psychology News Letter (IPNL) 17, 1966, S. 6.
- The courage for imperfection. In: JIP. 22, 1966, S. 163–165.